# Brinkley (Arkansas)
Brinkley is een plaats (city) in de Amerikaanse staat Arkansas, en valt bestuurlijk gezien onder Monroe County.

## Demografie
Bij de volkstelling in 2000 werd het aantal inwoners vastgesteld op 3940.
In 2006 is het aantal inwoners door het United States Census Bureau geschat op 3431, een daling van 509 (-12,9%).

## Geografie
Volgens het United States Census Bureau beslaat de plaats een oppervlakte van
15,4 km², waarvan 14,2 km² land en 1,2 km² water. Brinkley ligt op ongeveer 57 m boven zeeniveau.

## Geboren
- Louis Jordan (1908-1975), zanger, saxofonist, bandleider

## Plaatsen in de nabije omgeving
De onderstaande figuur toont nabijgelegen plaatsen in een straal van 24 km rond Brinkley.